# Красное Село (Архангельская область)
Красное Село — деревня в Холмогорском районе Архангельской области.

## География
Находится в центральной части Архангельской области на расстоянии приблизительно 3 км на восток-северо-восток по прямой от районного центра села Холмогоры на юго-западном берегу острова Куростров в пойме реки Северная Двина.

## История
В 1859 году здесь (тогда деревня Архангельского уезда Архангельской губернии) было учтено 9 дворов, в 1905 — 23. До 2022 года входила в Холмогорское сельское поселение до его упразднения.

## Население
Численность населения: 50 человек (1859 год), 131 (1905), 165 (русские 98 %) в 2002 году, 135 в 2010.